# گلوئون
گلوئون (به انگلیسی: Gluon)، ذره‌ای است که بین کوارکها مبادله می‌شود تا آنها را به هم پیوند دهد. به این ترتیب گلوئون‌ها به طور غیرمستقیم مسئولیت جاذبه بین پروتونها و نوترونها در هسته اتم را به عهده می‌گیرند. گلوئون از کلمه glue به معنای چسب گرفته شده است.
به پیشنهاد هیدکی یوکاوا و محاسبات وی در سال ۱۹۳۰ پیون مسئول نیروی قوی در هسته‌ها شناخته شد. این نیرو باعث می‌شود تا نوکلئونها در کنار یکدیگر باقی بمانند. اما باریونها خودشان از کوارک تشکیل شده‌ و این کوارک‌ها با میانجیگری گلوئون به هم متصل می‌شوند.  به این نیرو «نیروی قوی» می‌گویند.
نیروی قوی مشابه نیروی الکترومغناطیسی است و  بین دو ذره باردار به وجود می‌آید. با این تفاوت که فوتون (میانجیگر نیروی الکترومغناطیسی) خود بار الکتریکی ندارد. اما گلوئون که میانجیگر نیروی قوی بین دو ذره رنگ‌دار  است، خود دارای رنگ بوده و به همین دلیل، بین دو گلوئون برهمکنش رخ می دهد. در صورتی که برای فوتون‌ها این چنین نیست. محاسبات بیشتر نشان داده‌ است که این برهمکنش‌ها (برهمکنش گلوئون-گلوئون و کوارک-گلوئون) در انرژی بالا سست می‌شود و به همین دلیل تلاش دانشمندان بر این بوده‌ است که برای اجسام دماهای بالای از قدر تریلیون درجه سانتیگراد تولید کنند تا گلوئون و کوارک از هم جدا شده و پلاسمای کوارک گلوئون به وجود آید.
اگر یک پروتون متحرک باشد، نیمی از تکانه آن توسط سه کوارک آن تأمین می‌شود و نیمی دیگر از آن توسط تعداد زیادی گلوئون تأمین می‌شود.
این بوزون هشت رنگ دارد که رنگ‌های آن به صورت زیر هستند:
| {\displaystyle (r{\bar {b}}+b{\bar {r}})/{\sqrt {2}}} |  | {\displaystyle -i(r{\bar {b}}-b{\bar {r}})/{\sqrt {2}}}            |
| {\displaystyle (r{\bar {g}}+g{\bar {r}})/{\sqrt {2}}} |  | {\displaystyle -i(r{\bar {g}}-g{\bar {r}})/{\sqrt {2}}}            |
| {\displaystyle (b{\bar {g}}+g{\bar {b}})/{\sqrt {2}}} |  | {\displaystyle -i(b{\bar {g}}-g{\bar {b}})/{\sqrt {2}}}            |
| {\displaystyle (r{\bar {r}}-b{\bar {b}})/{\sqrt {2}}} |  | {\displaystyle (r{\bar {r}}+b{\bar {b}}-2g{\bar {g}})/{\sqrt {6}}} |

این‌ها همان ماتریس‌های گلمان هستند.

## نگارخانه

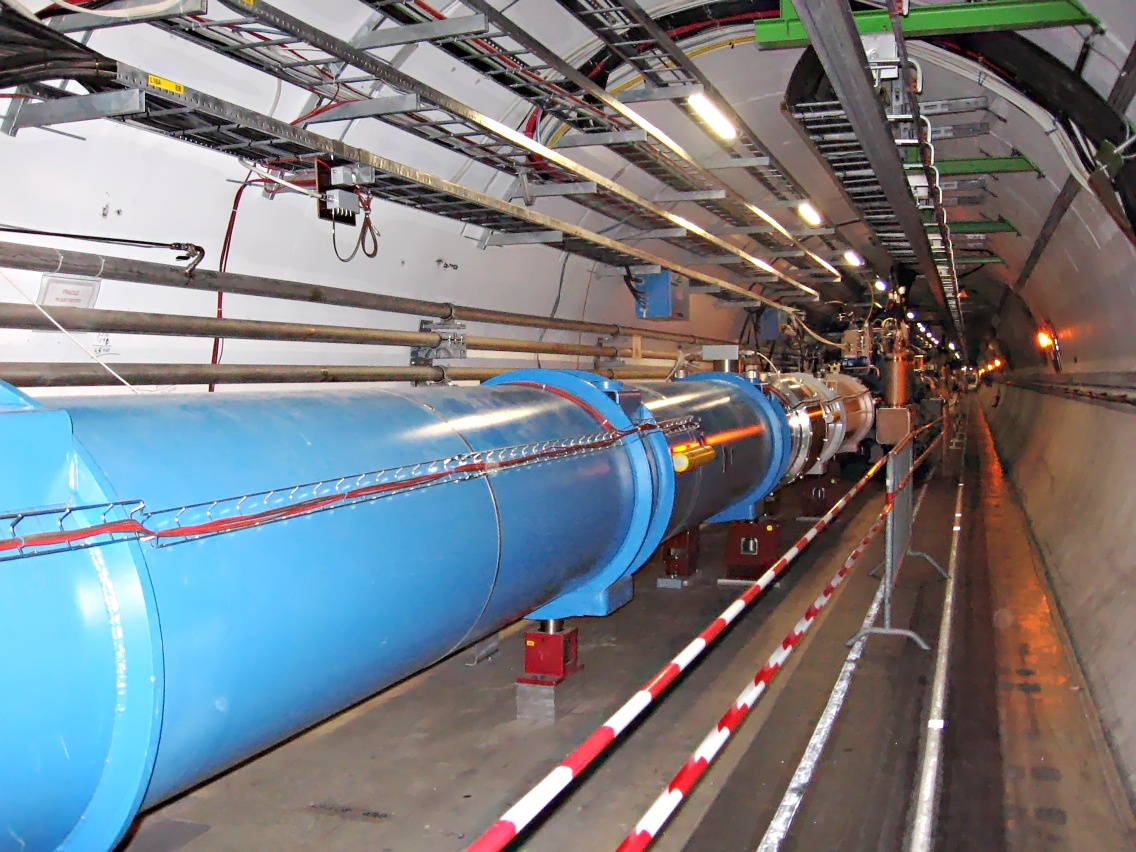